# Administration bahá'íe
La foi bahá'íe se réfère à son organisation comme à un ordre administratif. Il est composé de deux bras, un bras élu et un bras nommé. L'institution gouvernementale suprême de la foi bahá'íe est la Maison universelle de justice, située à Haïfa, en Israël.
La foi bahá'íe ne possède pas de clergé. Son administration permet d'organiser ses affaires.
Certaines caractéristiques distinguent l'administration bahá'íe de systèmes similaires: les représentants élus doivent suivre leur conscience, plutôt que d'être responsables devant les opinions des électeurs ; les campagnes politiques, les nominations et les partis sont interdits ; et l'autorité de la Maison universelle de justice a été définie par son fondateur.
L'administration bahá'íe a quatre documents qui servent de chartres, le Kitáb-i-Aqdas, les tablettes du plan divin, la tablette du Carmel et le testament d'ʻAbdu'l-Bahá.

## Structure

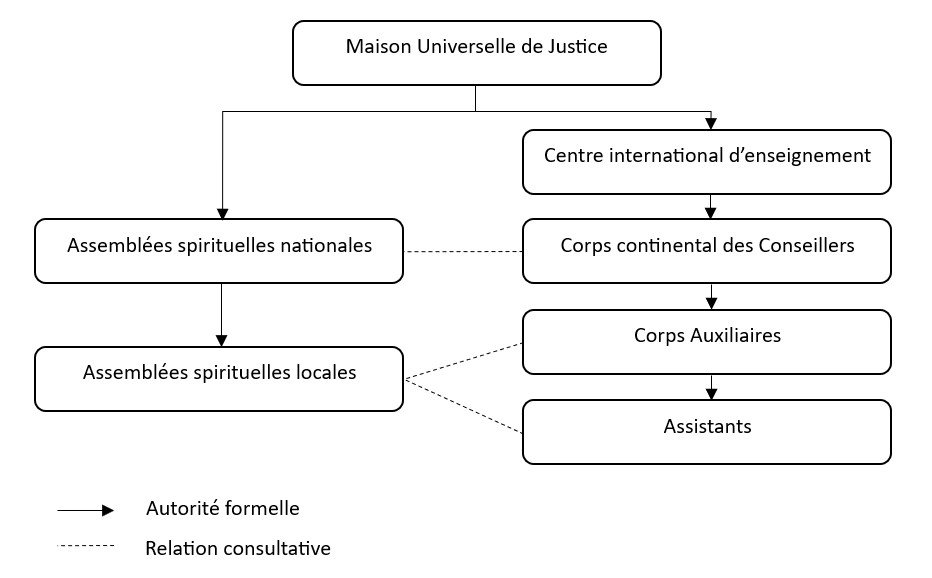
Un schéma de l'ordre administratif bahá'í actuel

L'administration bahá'íe comprend deux éléments distincts: les institutions élues et les institutions nommées. L'organe élu le plus élevé est la Maison universelle de justice, qui possède l'autorité de compléter et d'appliquer les lois de Baháʼu'lláh. La plus haute autorité nommée est l'Institution du Gardiennat, qui est une autorité héréditaire et a le « droit exclusif d'interprétation de l'Écriture Sainte qui lui est conféré uniquement». Ces deux institutions sont décrites dans le Testament d'Abdu'l-Baha comme ayant une autorité divine :

« … Le Gardien de la cause de Dieu, ainsi que la Maison universelle de justice qui sera universellement élue et établie, sont tous deux sous la garde et la protection de la Beauté Abhá… Tout ce qu'ils décident est de Dieu. Quiconque ne lui obéit pas, ni ne leur obéit, n'a pas obéi à Dieu. »

Le même testament nomme Shoghi Effendi comme Gardien et donne plus de détails sur la structure de l'administration, y compris les processus d'élection et de nomination. Shoghi Effendi a travaillé toute sa vie pour établir les institutions secondaires nécessaires à l'élection de la Maison universelle de justice, qui a été élue pour la première fois en 1963.
N'ayant pas de sacerdoce professionnel ordonné, les bahá'ís opèrent à travers un type d'autonomie démocratique non partisane. Les fonctions traditionnelles de leadership communautaire et de leadership moral ne sont pas confiées à des individus, mais à ce cadre institutionnel à deux branches principales,.

### Institutions élues
Parfois désignés par Baháʼu'lláh comme « les dirigeants », les baháʼís élisent les membres de conseils qui sont investis de l'autorité de la communauté. Les membres de ces conseils, eux, n'ont aucune autorité individuelle. Lorsqu'ils sont dûment constitués, cependant, et spécifiquement lorsqu'ils décident des questions en tant qu'organe, ces conseils agissent en tant que dirigeants de la communauté. Baháʼu'lláh a envisagé une Maison suprême de justice, avec des maisons de justice locales dans chaque communauté où résident neuf baháʼís adultes ou plus. ʻAbdu'l-Baha a décrit la « Maison Secondaire », ou Maison Nationale de Justice, dans son testament. Considérées comme des institutions embryonnaires, les Maisons de justice nationales et locales reçoivent actuellement l'appellation temporaire d'« Assemblées spirituelles » et devraient, avec le temps, devenir des Maisons de justice pleinement fonctionnelles.
La Maison universelle de justice est considérée comme moralement infaillible, bien que cette croyance ait des subtilités, en ce sens que la Maison universelle de justice peut à la fois établir une nouvelle loi bahá'íe et abroger ses propres lois. Cela ne peut pas modifier les lois scripturaires définies par Baháʼu'lláh et ʻAbdu'l-Bahá,. Les assemblées spirituelles nationales et locales sont considérées comme exigeant déférence et obéissance, mais peuvent être annulées par une institution supérieure élue. Toutes les décisions de ces organes doivent être prises et sont considérées comme valables si et seulement si l'organe est dûment constitué et se réunit en un corps avec un quorum de membres présents. Ces décisions sont prises dans le cadre d'un processus spécifique de consultation,.

#### Maison Universelle de Justice

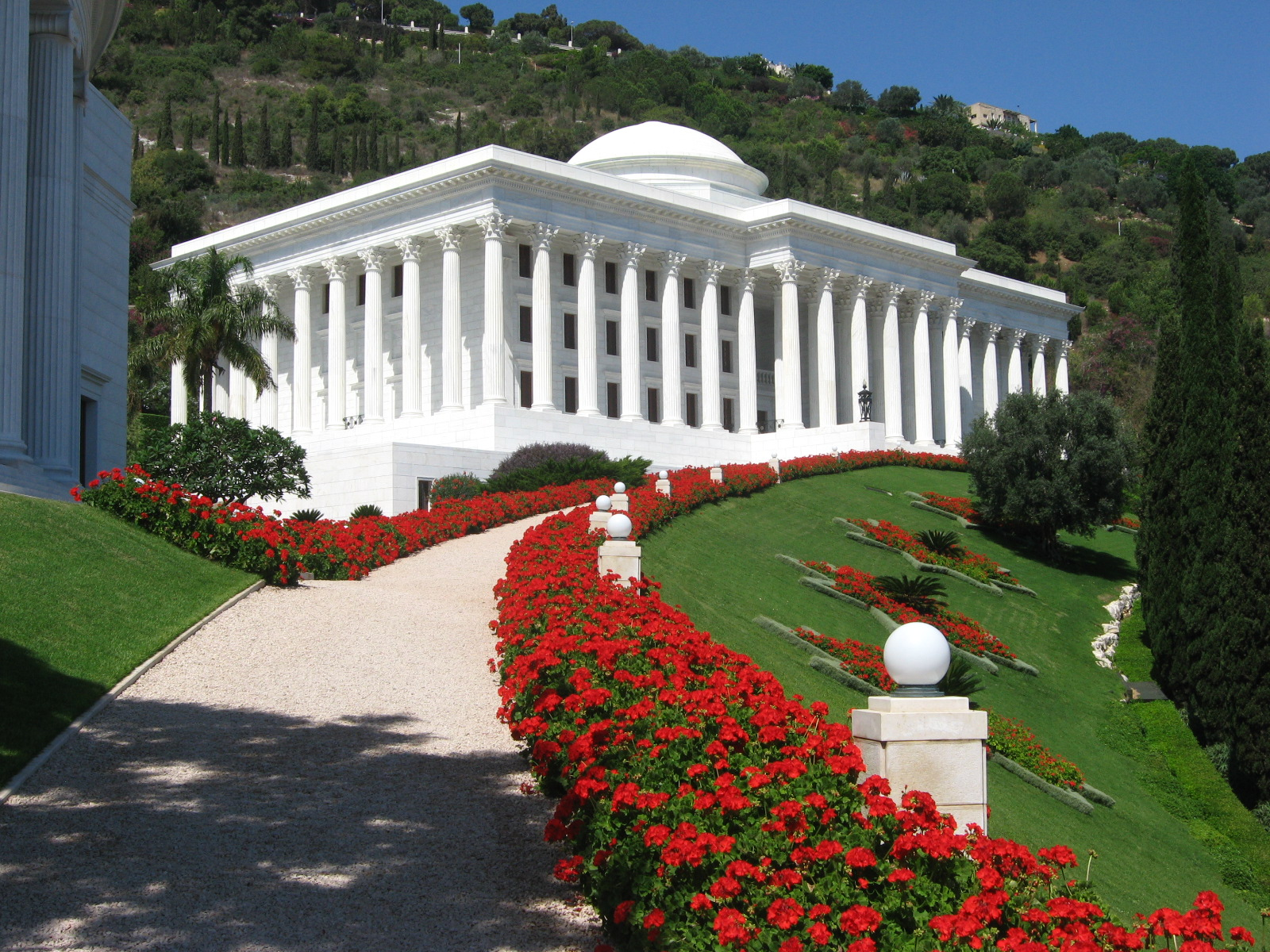
Siège de la Maison Universelle de Justice

La Maison Universelle de Justice est l'organe directeur suprême de la foi bahá'íe. Les écrits bahá'ís affirment que ses décisions sont « la source de tout bien et exemptes de toute erreur ». Elle est composée de 9 membres élus tous les cinq ans par les membres de Assemblées Spirituelles Nationales lors de la Convention Internationale. La Maison Universelle de Justice possède sa propre constitution,.

### Assemblées Spirituelles Nationales
Il n'y a pas de règles précises pour décider de la création d'une ASN dans un territoire par les baha'is : cela correspond à un certain degré de développement de la communauté et à la nécessité de faire reconnaitre officiellement le statut ou les propriétés de la Foi dans un pays.
Il existe des ASN dans la plupart des États membres de Nations unies, mais aussi dans quelques nations qui ne sont pas reconnues par l'ONU. Leur nombre varie selon les aléas historiques et les gouvernements en place : certaines ASN ont disparu temporairement à la suite de conflit armés (comme au Rwanda) ou à la suite de l'interdiction de la Foi baha'ie par le gouvernement (comme en Iran), d'autres sont apparues à la suite de l'indépendance de nouveaux états (comme dans les anciennes républiques d'Asie centrale de l'ex-URSS). Certaines ASN peuvent se diviser pour donner naissance à d'autres ASN (comme celle de l'Inde, qui comprenait à l'origine celles du Pakistan et de la Birmanie), ou parce que d'un point de vue baha'i il existe plusieurs territoires distincts au sein d'une même entité nationale (comme en France, où il existe une ASN en métropole et d'autres en Guyane et en Martinique, qui sont des départements français d'outre-mer).
Le nombre des ASN baha'ies était de 12 en 1953, de 56 en 1963 après la « Croisade de dix ans », de 113 en 1973, de 125 en 1979, de 148 en 1988, de 174 en 1995, de 179 en 1998, de 182 en 2001 et de 184 en 2008. Voici les dates de formation ou de restauration des diverses ASN :

#### Ordre chronologique
- 1923 : Îles Britanniques, Allemagne (comprenant l'Autriche), Inde (comprenant le Pakistan et la Birmanie).
- 1924 : Égypte (comprenant le Soudan).
- 1925 : États-Unis (comprenant le Canada).
- 1931 : Irak.
- 1934 : Australie (comprenant la Nouvelle-Zélande) et Iran.
- 1948 : Canada.
- 1953 : Italie-Suisse.
- 1956 : Afrique centrale et orientale (Congo belge, Comores…), Afrique Nord-Occidentale et Afrique Sud-Occidentale.
- 1957 : Alaska, Arabie, Nouvelle-Zélande et Pakistan.

Asie du Nord-Est (Japon)
Asie du Sud-Est.
Amérique centrale : Mexique, regroupé avec les autres républiques méso-américaines.
Grandes Antilles.
Amérique du Sud : Regroupement d'États (Brésil/Pérou/Colombie/Équateur/Venezuela) et (Chili/Argentine/Uruguay/Paraguay/Bolivie).
Scandinavie (comprenant la Finlande).
Benelux.
Péninsule Ibérique (Espagne et Portugal).
- 1958 : France.
- 1959 : Autriche, Birmanie, Pacifique Sud et Turquie.
- 1961 : Bolivie, Chili, Colombie, Costa Rica, Cuba, République dominicaine, Équateur, Salvador, Guatemala, Haïti, Honduras, Jamaïque, Mexique, Nicaragua, Panama, Paraguay, Pérou, Uruguay, Venezuela, Brésil et Argentine.
- 1962 : Belgique, Ceylan, Danemark, Finlande, Pays-Bas, Luxembourg, Norvège, Portugal, Espagne, Suède, Suisse et Italie.
- 1964 : Corée, Thaïlande, Viêt Nam, Indonésie, Malaisie, Philippines, Hawaii, Kenya, Tanganika avec Zanzibar et l'Ouganda avec l'Afrique centrale.
- 1966 : Brunei.
- 1967 : Îles Gilbert et Ellice (Tuvalu kaj Kiribati), Arabie Sudorientale, Taïwan, Laos, Sikkim, Belize, Algérie avec Tunisie, Cameroun, Swaziland/Lesotho/Mozambique, Zambie et Petites Antilles (Îles Vierges/Îles du Vent/Îles sous le Vent).
- 1969 : Papouasie-Nouvelle-Guinée et Burundi
- 1970 : Tonga avec les îles Cook, Samoa, Congo-Kinshasa, Ghana, Dahomey, Togo avec Nigéria, Malawi, Botswana avec Gambie, Sénégal, Guinée portugaise avec Cap-vert, Guyane, Proche-Orient.
- 1972 : Rwanda,Singapour, Népal, Barbade avec les îles au vent.
- 1974 : Hong Kong, Arabie sudorientale.
- 1975 : Jordanie, Niger, Sénégal, Sierra Leone, Togo.
- 1977 : Grèce, Suriname avec la Guyane française et les Antilles françaises, Îles Marshall, Vanuatu, Burkina Faso  et Mali.
- 1978 : Bahamas, Île de Chypre, Mauritanie, Îles Mariannes.
- 1980 : Transkei.
- 1981 : Barbade, Bermudes, Botswana, Namibie avec l'Afrique sud-occidentale, Îles Sous-le-Vent, Tuvalu.
- 1983 : Sainte-Lucie, Dominique, restauration des A.S.N de l'Ouganda et du Népal.
- 1984 : Cap-Vert, Guinée équatoriale, Gabon, Guyane, Îles Grenadines et Saint-Vincent, Martinique, îles Andaman-et-Nicobar, Canaries et Yémen.
- 1985 : Îles Cook, Îles Carolines occidentales, Ciskei, Mozambique et restauration de l'ASN du Mali.
- 1987 : restauration de l'ASN du Zaïre.
- 1989 : Macao, Guinée-Bissau.
- 1991 : Tchécoslovaquie, Roumanie kaj Union soviétique.
- 1992 : Groenland, Azerbaïdjan, Ukraine, Bulgarie, Albanie, Pologne, Hongrie, République du Congo.

Biélorussie avec Moldavie.
Russie avec Arménie et Géorgie.
Asie centrale.
Pays baltes.
- 1994 : Cambodge, Kazakhstan, Mongolie, Tadjikistan, Kirghizistan, Ouzbékistan, Turkménistan.

Slovénie avec Croatie.
- 1995 : Érythrée, Arménie, Géorgie, Biélorussie, Sicile, fédération de Russie, Afrique du Sud avec Ciskei/Bophuthatswana/Transkei
- 1996 : Sao Tomé-et-Principe, Moldavie (disparaissent les A.S.N du Rwanda et du Burubdi).
- 1997 : restauration de l'ASN du Rwanda.
- 1998 : Sabah (Malaisie), Sarawak (Malaisie), Slovaquie, restauration de l'ASN du Liberia.
- 1999 : Lituanie, Lettonie, République de Macédoine.
- 2001 : restauration de l'ASN d'Indonésie.
- 2004 : restauration de l'ASN d'Irak.
- 2008 : restauration de l'ASN du Viêt Nam.

#### Ordre alphabétique
- Abyssinie : 1956 (comme partie de l’ASN de l’Afrique du Nord-Est)
- Afrique Centrale et Orientale : 1956
- Afrique-Équatoriale française : 1956 (comme partie de l’ASN de l’Afrique Centrale et Orientale)
- Afrique du Nord-Est : 1956
- Afrique du Nord-Ouest : 1956
- Afrique de l’Ouest supérieure : 1975
- Afrique du Sud : 1995 (avec Bophuthatswana et Ciskei)
- Afrique du Sud-Ouest : 1956
- Alaska : 1957
- Albanie : 1992
- Allemagne : 1923 (jusqu’en 1959 associée à l’Autriche)
- Amérique centrale : 1951
- Amérique du Sud  : 1951
- îles Andaman-et-Nicobar : 1984
- Antilles françaises : 1977
- Arabie Sudorientale : 1967
- Argentine : 1964(comprise entre 1957 et 1961 dans l’ASN des républiques de Chili/Argentine/Uruguay/Paraguay/Bolivie)
- Arménie : 1995
- Asie centrale : 1992 (devenue en 1994 l’ASN du Turkménistan)
- Asie du Nord-Est (Japon) : 1957
- Asie du Sud-Est (ASR) : 1957
- Australie et Nouvelle-Zélande : 1934 (jusqu’en 1957 dans l’ASN d’Australie et de Nouvelle-Zélande)
- Autriche : 1959 (depuis 1923 dans l’ASN d’Allemagne-Autriche)
- Azerbaïdjan : 1992
- Bahamas : 1978
- Pays baltes : 1992
- Barbade : 1981 (comprise entre 1972 et 1981 dans l’ASN de Barbade/Îles antillaises du Vent)
- Barbade et Îles antillaises du Vent : 1972 (ASN séparée en 1981)
- Belgique : 1962 (comprise entre 1957 et 1962 dans l’ASN du Benelux)
- Belize : 1967
- Benelux : 1957 (séparé en 1962)
- Bermudes : 1981
- Biélorussie : 1995
- Birmanie : 1959 (comprise dès 1923 dans l’ASN Inde/Pakistan/Birmanie)
- Bolivie : 1961 (comprise entre 1957 et 1961 dans l’ASN des républiques de Chili/Argentine/Uruguay/Paraguay/Bolivie)
- Bophuthatswana : 1981 (rattaché à l’ASN de l’Afrique du Sud en 1995)
- Brésil : 1961 (compris entre 1957 et 1961 dans l’ASN des républiques du Brésil/Pérou/Colombie/Équateur/Venezuela)
- Brunei : 1966 (compris dès 1923 dans l’ASN Inde/Pakistan/Birmanie et de 1966 jusqu’en 1972 dans l’ASN de Malaisie Orientale/Bruneï)
- Bulgarie : 1992
- Burundi :  1969 (dissoute en 1972 et restaurée en 1978)
- Cambodge : 1994
- Canada : 1948 (comprise dès 1925 dans l’ASN des États-Unis/Canada)
- Canaries : 1984
- Cap-Vert : 1984
- Ceylan (voir Sri Lanka)
- Chili : 1961 (comprise entre 1957 et 1961 dans l’ASN des républiques du Chili/Argentine/Uruguay/Paraguay/Bolivie)
- Chypre : 1978
- Ciskei : 1995 est rattaché à l’ASN d’Afrique du Sud
- Colombie : 1961 (compris entre 1957 et 1961 dans l’ASN des républiques du Brésil/Pérou/Colombie/Équateur/Venezuela)
- Îles Cook : 1985 (entre 1970 et 1985 fait partie de l’ASN des îles Tonga/Cook)
- Comores : 1956 (comme partie de l’ASN de l’Afrique centrale et orientale)
- Congo belge : 1956 (comme partie de l’ASN de l’Afrique centrale et orientale)
- Corée : 1964 (fit partie à partir de 1957 de ASR de l’Asie du Sud-Est)
- Costa Rica : 1961 (fit partie entre 1957 et 1961 de l’ASN du Mexique et des républiques d’Amérique centrale)
- Cuba : 1961 (fit partie entre 1957 et 1961 de l’ASN des "Grandes Antilles"
- Danemark : 1962 (fit partie entre 1957 et 1962 de l’ASN de Scandinavie et de Finlande)
- Dominique : 1981 (fit partie de différentes ASNs : "Barbade et îles antillaises du vent en 1972 et 1981, "Sainte-Lucie" et "Dominique" établies en 1983 et "Saint-Vincent" et "Grenade" établies en 1984)
- République dominicaine : 1961 (fit partie entre 1957 et 1961 de l’ASN des "Grandes Antilles")
- Équateur : 1961 (fit partie entre 1957 et 1961 de l’ASN des républiques du Brésil/Pérou/Colombie/Équateur/Venezuela)
- Égypte & Soudan : 1924 (devient en 1956 partie de l’ASN de l’Afrique du Nord-Est)
- Érythrée : 1995 (fit partie depuis 1956 de l’ASN de l’Afrique Nord-Orientale)
- Espagne : 1962 (fit partie entre 1957 et 1962 de l’ASN de la Péninsule Ibérique)
- Finlande : 1962 (fit partie entre 1957 et 1962 de l’ASN de Scandinavie/Finlande)
- France : 1958 (fit partie entre 1957 et 1958 de l’ASN des pays du Benelux)
- Gabon : 1984
- Géorgie : 1995 (fit partie à partir de 1992 de l’ASN de Russie/Géorgie/Arménie)
- Gilbert et Ellice (îles) : 1967
- Grandes Antilles : 1957-61
- Grande-Bretagne (ASN des îles britanniques) : 1923
- Grèce : 1977
- Grenade : 1984
- Groenland : 1992
- Guatemala : 1961 (fit partie entre 1957 et 1961 de l’ASN du Mexique et des républiques d’Amérique centrale)
- Guinée équatoriale : 1984
- Guyane : 1984
- Haïti : 1961 (fit partie entre 1957 et 1961 de l’ASN des “Grandes Antilles”)
- Haute-Volta : 1977
- Hawaii : 1964
- Hollande : 1962 (fit partie entre 1957 et 1962 de l’AZSN du Benelux)
- Honduras : 1961 (fit partie entre 1957 et 1961 de l’ASN du Mexique et des républiques d’Amérique centrale)
- Hong Kong : 1974
- Hongrie : 1992
- Inde : 1923 (au début en association avec le Pakistan et la Birmanie
- Indie, Pakistan & Birmanie : 1923
- Indonésie : 1964 fit partie depuis 1957 de l’ASR d’Asie du Sud-Est), restaurée en 2001
- Irak : 1931, restauré en 2004
- Iran : 1934
- Italie : 1962 (fit partie entre 1953 et 1962 de l’ASN Italie/Suisse)
- Jamaïque : 1961 (fit partie entre 1957 et 1961 de l’ASN des “Grandes Antilles”)
- Jordanie : 1975 ou 1976
- Kazakhstan : 1994
- Kenya : 1964
- Kirghizistan : 1994
- Laos : 1967
- Leeward, Windward and Virgin Islands : 1967
- Leeward Islands (îles antillaises sous le vent) : 1981
- Lettonie : 1999 (fit partie depuis 1992 de l’ASN des pays baltes)
- Libye : 1956 (RSA de l’Afrique du Nord-Est)
- Lituanie : 1999 (fit partie depuis 1992 de l’ASN des pays baltes)
- Luxembourg : 1962 (fit partie entre 1957 et 1962 de l’ASN du Benelux)
- Macédoine : 1999
- Malaisie : 1964 (fut depuis 1957 une partie de l'ASR d'Asie du Sud-Est)
- Îles Mariannes : 1978
- Îles Marshall : 1977
- Martinique : 1984
- Mauritanie : 1978
- Mexique et républiques d'Amérique centrale : de 1957 à 1961
- Mexique : 1961 (fit partie entre 1957 et 1961 de l’ASN du Mexique et des républiques d’Amérique centrale)
- Moldavie : 1996
- Mongolie : 1994
- Namibie : 1981
- Népal : 1972, restaurée en 1982
- Nicaragua : 1961 (fit partie entre 1957 et 1961 de l’ASN du Mexique et des républiques d’Amérique centrale)
- Niger : 1975
- Norvège : 1962 (fit partie entre 1957 et 1962 de l’ASN de Scandinavie/Finlande)
- Nouvelles Hébrides : voir Vanuatu
- Nouvelle-Zélande : 1957 (fit partie de 1934 à 1957 de l’ASN d’Australie/Nouvelle-Zélande)
- Ouzbékistan : 1994
- Pacifique Sud : 1959
- Pakistan : 1957 (fit partie depuis 1923 de l’ASN Inde/Pakistan/Birmanie)
- Panama : 1961 (fit partie entre 1957 et 1961 de l’ASN du Mexique et des républiques d’Amérique centrale)
- Papouasie-Nouvelle-Guinée : 1969
- Paraguay : 1961 (fit partie entre 1957 et 1961 de l’ASN des républiques de Chili/Argentine/Uruguay/Paraguay/Bolivie)
- Péninsule arabique : 1957
- Péninsule Ibérique : 1957
- Pérou : 1961 (fit partie entre 1957 et 1961 de l’ASN des républiques du Brésil/Pérou/Colombie/Équateur/Venezuela)
- Philippines : 1964 (fit partie depuis 1957 de l’ASR d’Asie du Sud-Est)
- Pologne : 1992
- Portugal : 1962 (fit partie entre 1957 et 1962 de l’ASN de la Péninsule Ibérique)
- Républiques du Brésil/Pérou/Colombie/Équateur/Venezuela : 1957-61
- Républiques du Chili/Argentine/Uruguay/Paraguay/Bolivie : 1957-61
- Roumanie : 1991
- Rwanda-Urundi : 1956 comme partie de l’ASN d’Afrique centrale et orientale)
- Russie, Géorgie & Arménie : 1992 (en 1995 devint l’ASN de la fédération de Russie)
- Russie (fédération) : 1995 (fit partie entre 1992 et 1995 de l’ASN de Russie/Géorgie/Arménie)
- Sao Tomé-et-Principe : 1996
- Sainte-Lucie : 1983 (1972-81 Barbade et îles antillaises du vent. Les ASN de Sainte-Lucie et de la Dominique furent établies en 1983)
- Saint-Vincent : 1984
- Saint-Vincent & Grenade : 1983 (1972-81 Barbade et îles antillaises du vent. ASNs de Sainte-Lucie et de la Dominique établie en 1983, ASNs de Saint-Vincent et de Grenade établie en 1984)
- Salvador : 1961 (fit partie entre 1957 et 1961 de l’ASN du Mexique et des républiques d’Amérique centrale)
- Scandinavie et Finlande : 1957-62
- Sénégal : 1975
- Seychelles : 1956 comme partie de l’ASN d’Afrique centrale et orientale
- Sicile : 1995
- Sierra Leone : 1975
- Sikkim : 1967
- Singapour : 1972
- Slovénie et Croatie (ASR) : 1994
- Îles Salomon : 1964- siège de l’ASR du Pacifique du Sud-Ouest)
- Somalie britannique : 1956 (dans l’ASN de l’Afrique du Nord-Est)
- Sri Lanka : 1962
- Suède : 1962 (fit partie entre 1957 et 1962 de l’ASN de Scandinavie/Finlande)
- Suriname et Guyane : 1977
- Suisse : 1962 (fit partie entre 1953 et 1962 de l’ASN Italie/Suisse)
- Tadjikistan : 1994
- Taïwan : 1967
- Tanganyika et Zanzibar : 1964 (fit partie depuis 1956 de l’ASN d’Afrique centrale et orientale)
- Tchécoslovaquie : 1991
- Thaïlande : 1964 (fit partie depuis 1957 de l’ASR d’Asie du Sud-Est)
- Togo : 1975
- Tonga et îles Cook : 1970
- Transkei : 1980
- Turquie : 1959
- Turkménistan : 1994
- Tuvalu : 1981
- Ouganda : restaurée en 1981
- Ouganda et Afrique centrale : 1964 (depuis 1956, ASN d’Afrique centrale et orientale)
- Ukraine, Belarus & Moldavia : 1992 (devenu en 1995 l’ASR Ukraine/Moldavie)
- Ukraine & Moldavie : 1995-6 (1992-1995 fut ASR Ukraine/Belarus/Moldavie)
- Union des républiques socialistes soviétiques (URSS) : 1991 (devenu en 1992 ASN de Russie/Géorgie/Arménie)
- États-Unis : 1925 (comprenant le Canada jusqu’en 1948)
- Uruguay : 1961 (fit partie entre 1957 et 1961 de l’ASN des républiques du  Chili/Argentine/Uruguay/Paraguay/Bolivie)
- Vanuatu : 1977 (anciennement Nouvelles-Hébrides avant l’indépendance en 1980)
- Venezuela : 1961 (fit partie entre 1957 et 1961 de l’ASN des républiques du Brésil/Pérou/Colombie/Équateur/Venezuela)
- Viêt Nam : 1964 (fit partie depuis 1957 de l’ASR d’Asie du Sud-Est) restaurée en 2008
- Windward Islands (îles antillaises du vent) : 1981 (1972-81 partie de l’ASN of Barbados and Windward Islands. ASNs de Sainte-Lucie et Dominique établie en 1983 ; ASNs de Saint-Vincent et de Grenade établies en 1984)
- Yémen (San'a) : 1984
- Zanzibar : 1956 comme partie de l’ASN d’Afrique centrale et orientale

#### Conseils bahá'ís régionaux
Des conseils bahá'ís régionaux ont également été créés dans plusieurs grandes communautés nationales bahá'íes. Ils agissent sous la direction d'une assemblée spirituelle nationale et sont élus par les membres des assemblées spirituelles locales de leur juridiction. Ils prennent de plus en plus en charge des activités de croissance et de développement communautaires et fournissent des conseils et une structure pour la coordination des communautés locales à cet égard.

### Assemblées spirituelles locales
L'Assemblée spirituelle locale est la plus petite instance de l'Ordre administratif bahá’í, devant être établie dans chaque localité où habitent au moins neuf baha'is âgés de plus de 21 ans, sauf si cela est illégal comme en Iran ou en Chine. Shoghi Effendi écrit à leur propos :

« ... il est de la plus grande importance selon le texte explicite du Kitáb-i-Aqdas, le Livre le plus sacré, qu'en chaque localité, ville ou hameau, où le nombre des adultes des bahá'ís déclarés (21 ans et plus) atteint ou dépasse neuf, une Assemblée spirituelle locale soit aussitôt établie. Toutes affaires locales appartenant à la Cause doivent se référer directement et immédiatement à cette Assemblée pour entière consultation et décision. Non seulement l'importance, mais aussi la nécessité absolue de ces Assemblées sont manifestes lorsque nous réalisons que dans les jours qui viennent, elles évolueront en Maison de Justice Locale (...) Rappelons-nous son assurance explicite et souvent répétée, que toute Assemblée élue dans cette atmosphère rare de désintéressement et de détachement est en vérité, la désignée de Dieu, que son verdict est réellement inspiré, que tous, sans exception, devront se soumettre, à ses décisions, sans réserve et avec enthousiasme. »

— Shoghi Effendi, Les Principes de l'Administration Bahá'íe
Jusqu'à ce que la Foi bahá’íe soit reconnue comme religion d'état dans un pays, les "Assemblées Spirituelles Locales" n'ont qu'un rôle cultuel au sein de chaque communauté baha'ie. Elles s'occupent de gérer localement les affaires communautaires selon le principe de la "Consultation", comme l'organisation des fêtes_bahá’íes et de l'enseignement, les mariages,les funérailles, les divorces, la conciliation des différents et les œuvres charitables.
Les Assemblées Spirituelles Locales sont élues chaque année au cours de la « Fête de Riḍván ». Tous les baha'is d'une localité, âgés de plus de 21 ans et en possession de leurs « droits administratifs », se réunissent pour prier et élire directement à bulletin secret parmi eux les neuf personnes qui leur semblent les plus dignes de constituer leur Assemblée Spirituelle Locale. Les baha'is considèrent que les décisions prises collégialement par leur Assemblée Spirituelle Locale sont inspirées par Dieu et qu'ils doivent y obéir loyalement. Par ailleurs, l'Assemblée Spirituelle Locale n'a pas de compte à rendre à ses électeurs, mais uniquement à son Assemblée Spirituelle Nationale et à la Maison Universelle de Justice.

« Instituées sans exception, dans chaque ville et village où résident neuf ou plus de neuf croyants adultes, directement élus chaque année, le premier jour de la plus grande Fête bahá'íe, par tous les croyants, hommes et femmes, revêtues d'une autorité qui les dispense de rendre compte de leurs actes et décisions aux électeurs, solennellement engagées à suivre en toutes circonstances les règles conformes à la "Plus Grande Justice" qui, seule, peut amener le règne de la "Paix Suprême" que Bahá'u'lláh proclama et qu'il doit établir finalement, chargées de la responsabilité de servir au mieux les intérêts des communautés placées sous leur juridiction, de familiariser celles-ci avec leurs plans et leurs activités, et de les inviter à proposer toutes les suggestions désirées ; ... soutenues financièrement par les fonds locaux auxquels tous les croyants contribuent volontairement, ces Assemblées, représentantes et gardiennes de la Foi de Bahá'u'lláh ont... largement acquis par leurs exploits accomplis, le droit d'être considérées comme l'armature principale de la société bahá'íe, autant que les institutions fondamentales de sa structure administrative. L'existence des élections est une indication suffisante montrant que les membres d'une Assemblée, quoique étant une part dune institution qui est, elle-même divine et parfaite, sont néanmoins, eux-mêmes, imparfaits. Car, comme 'Abdu'l-Bahá l'a répété avec force, les Assemblées bahá'íes sont guidées et protégées par Dieu. Les élections spécialement, étant annuelles, donnent à la communauté l'occasion de remédier à toute imperfection qui pourrait se produire dans une assemblée, résultant dune quelconque action de ses membres. C'est ainsi qu'une méthode sûre a été établie, par laquelle la qualité des membres dans les assemblées bahá'íes peut continuellement être rehaussée et perfectionnée. Mais, comme déjà indiqué, l'institution de l'assemblée spirituelle ne doit, en aucune circonstance, être identifiée, ou même seulement jugée, par les qualifications personnelles des membres qui la composent. »

— Extrait d'une lettre datée du 15 novembre 1935

### Institutions nommées
Baháʼu'lláh fait référence aux « savants » parmi son peuple. Les fonctions de cette branche étaient à l'origine exercées par les Mains de la Cause de Dieu nommées par Baháʼu'lláh, ʻAbdu'l-Bahá et Shoghi Effendi. Lorsqu'il a été déterminé qu'aucune autre « Main » ne pouvait être nommée, la Maison Universelle de Justice a formé l'Institution des Conseillers pour remplir leurs fonctions. Les membres nommés agissent à titre personnel. Bien qu'ils n'aient pas le pouvoir de commander ou de statuer sur des questions, ils sont "les savants" et les individus et les institutions sont moralement obligés de tenir compte de leurs opinions. Ces personnes inspirent, encouragent, enjoignent et informent la communauté des écritures pertinentes et des conseils des institutions centrales.

#### Le Centre International d'Enseignement

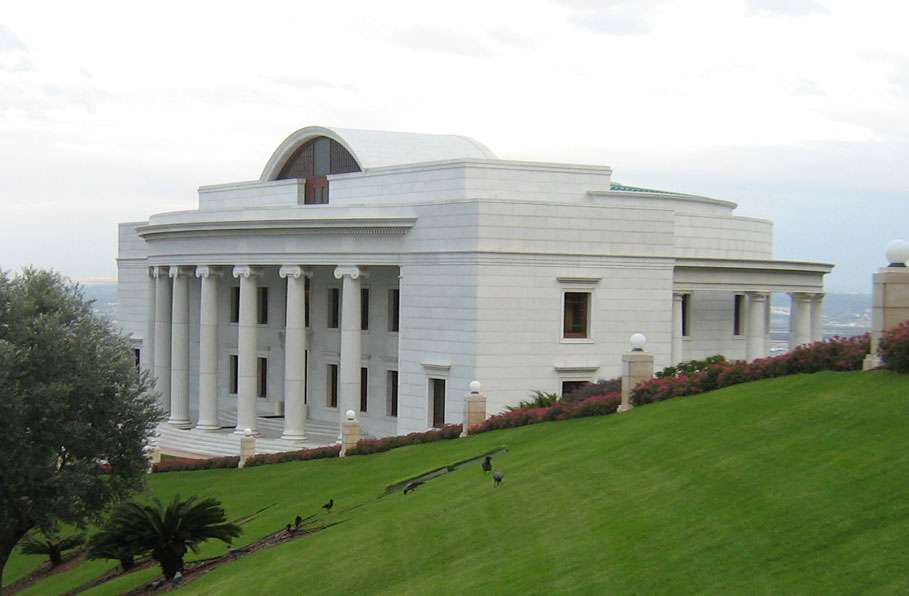
Siège du Centre International d'Enseignement

Le Centre International d'Enseignement, situé à Haïfa, au centre mondial baha'i, est composé de neuf membres nommés tous les 5 ans, le 23 mai suivant directement la convention internationale. il assiste directement la Maison universelle de justice en coordonnant les efforts des Conseillers Continentaux,.

#### Corps continental des Conseillers
La Maison Universelle de Justice nomme tous les 5 ans de Conseillers continentaux, qui sont affectés à des corps continentaux. Ils interagissent directement avec une plusieurs assemblées spirituelles nationales. Ils agissent souvent à titre informatif, communiquant la direction et les discussions au Centre mondial aux communautés nationales. Ils concentreront souvent leur travail sur un ou un ensemble de pays relevant de leur juridiction.

#### Corps auxiliaires
Les corps auxiliaires sont nommés tous les 5 ans par les Conseillers continentaux pour les assister sur une plus petite échelle géographique,. Ils sont divisés en deux corps, un de protection et un autre de propagation, et travaillent avec les assemblées spirituelles locales, les conseils régionaux et les individus relevant de leur juridiction.

#### Assistants
Les membres du Corps auxiliaire nomment des assistants qui agissent en leur nom au niveau local pour une tâche définie et une durée variable.

### Autres agences et institutions

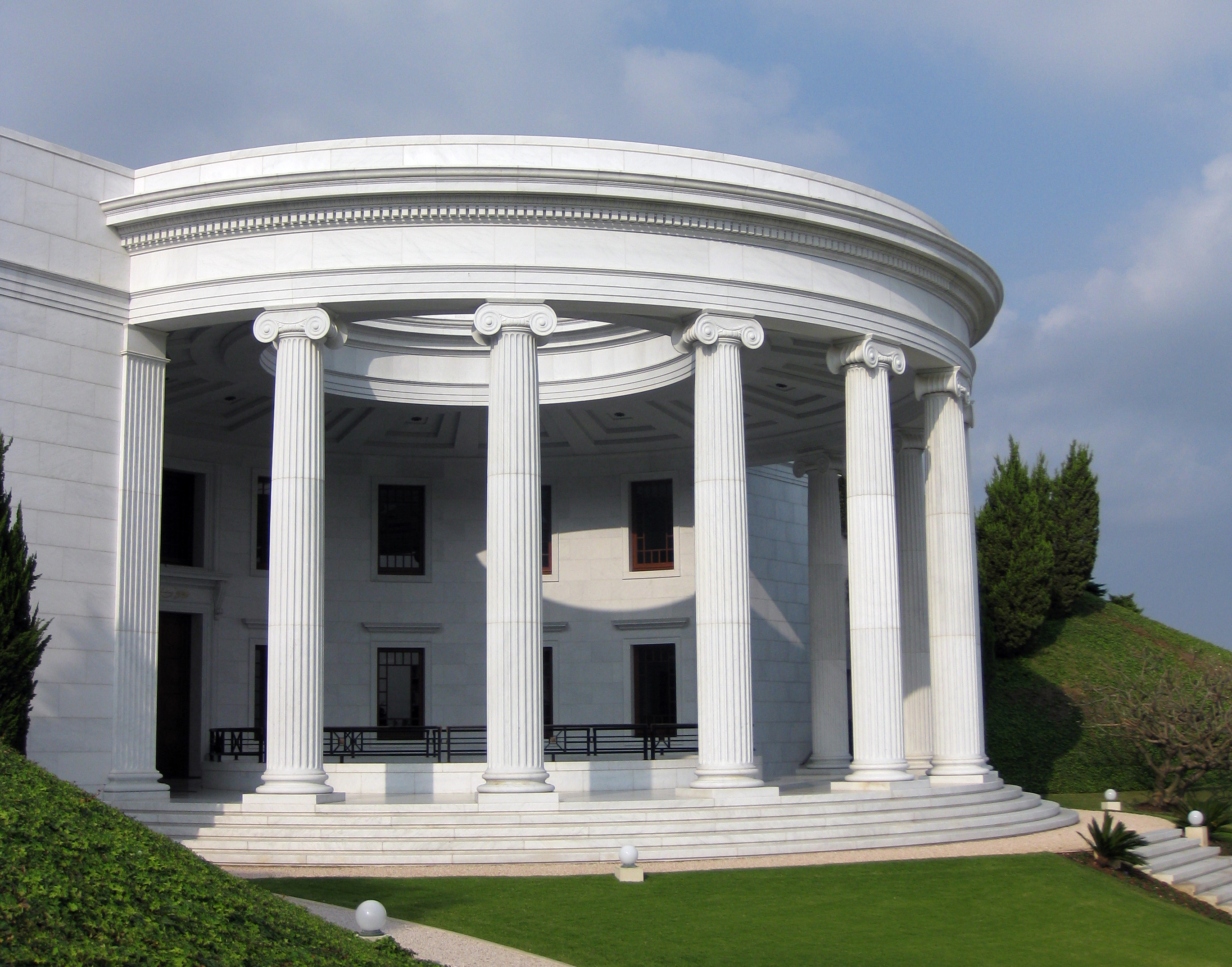
Centre d'étude des textes, où est située l'Organisation bahá'íe pour le développement

Bien que la plupart des éléments ci-dessus soient en place depuis des décennies ou plus, ces dernières années, avec l'institution du processus de l'Institut de formation bahá'í, un certain nombre d'autres postes possibles ont été nommés comme les conseils régionaux d'administration des instituts, les coordinateurs de groupement et les comités d'enseignement de groupement.
Il existe aussi d'autres Institutions situées au centre mondial bahá'í sous l'égide de la Maison Universelle de Justice. Par exemple, l'Organisation bahá'ie pour le développement, créée en 2019, coordonne les efforts sociaux-économiques promus par la communauté baha'ie.

## Élections

### Processus électoral
Les élections bahá'íes se réalisent par vote anonyme et secret, c'est-à-dire que personne ne partage pour qui il ou elle a voté. Il n'y a pas de candidats, et les votants ne discutent pas sur les possibles élus.
Le processus électoral exclut les partis ou les factions, les nominations et les campagnes électorales,,.

### Assemblée spirituelle locale
L'élection de l'assemblée spirituelle locale se fait directement par les baha´ís de la localité.

### Conseil régional
L'élection du conseil régional bahá'í se fait par les membres des assemblées spirituelles locales de cette région. Dans un premier temps, il est possible qu'ils soient nommés par l'Assemblée spirituelle nationale à partir d'une liste de votes des membres des Assemblées spirituelles locales et des recommandations des membres des Corps Auxiliaires.

### Assemblée spirituelle nationale
L'élection de l'assemblée spirituelle nationale se fait en deux étapes. Les croyants élisent des délégués, qui à leur tour élisent l'assemblée spirituelle nationale. La zone électorale des délégués est définie en fonction du nombre de croyants. La Maison Universelle de Justice décide du nombre de délégués en fonction du nombre de bahá'ís dans ce pays. Le nombre minimum de délégués est 9, et leur nombre augmente par multiples de 5, 9 et 19 (c'est-à-dire 10, 15, 18, 19, 20, 25, 27…).
L'élection de l'assemblée spirituelle nationale a lieu pendant le festival de Ridvan (fin avril) lors d'une convention où sont discutés les activités bahá'íes et leur orientation et des recommandations sont faites à l'assemblée spirituelle nationale. Les votes pour l'assemblée spirituelle nationale doivent inclure exactement 9 noms différents.

### Maison Universelle de Justice
Tous les cinq ans à partir de 1963, les membres de toutes les assemblées spirituelles nationales sont appelés à voter lors d'une convention internationale au Centre mondial bahá'í à Haïfa, en Israël, pour les membres de la Maison universelle de justice,.
Le processus électoral est similaire à celui des assemblées spirituelles nationales. Les délégués nomme la présidence et le secrétariat de cette convention.

## Caractère de l'administration bahá'íe
Selon Shoghi Effendi, l'Ordre administratif bahá'í incorpore dans sa structure certains éléments qui se retrouvent dans chacune des trois formes reconnues de gouvernement séculier : l'autocratie, l'aristocratie et la démocratie. Son objectif en concevant efficacement l'ordre administratif bahá'í était d'incarner, de réconcilier et d'assimiler en son sein « les éléments sains qui se trouvent dans chacun d'eux… » tout en excluant les « maux reconnus inhérents à chacun de ces systèmes… » de sorte qu'il « ne peut jamais dégénérer en aucune forme de despotisme, d'oligarchie ou de démagogie qui doive tôt ou tard corrompre le mécanisme de toutes les institutions politiques créées par l'homme et essentiellement défectueuses ».
Amanda Ripley, journaliste d'articles de fond depuis 2004 pour le Time magazine, et depuis 2009 pour The Atlantic, dans son livre de 2021 High Conflict: why we get trapped and how we get put, décrit le processus électoral ainsi: « … tout dans ces élections est conçu pour réduire les risques de conflit élevé. » En effet, « les bahá'ís essaient de sélectionner des personnes qui ne recherchent ni l'attention ni le pouvoir ». Quant au principe de fonctionnement, elle décrit : « Dans chaque réunion, ils suivent un protocole appelé « consultation », qui il est conçu pour permettre aux gens de s'exprimer sans trop s'attacher à leur propre brillance. » Ripley résume ainsi: « Si les spécialistes des sciences sociales concevaient une religion, cela ressemblerait à ceci. … De cette façon, les élections baha'ies sont… conçues pour exploiter la capacité humaine de coopération, plutôt que de compétition. »

### Consultation bahá'íe
La consultation constitue la fondation de l'ordre administratif, c'est un de ses principes essentiels.
'Abdu'l-Baha déclare :

« Les principales conditions requises pour ceux qui tiennent conseil ensemble sont la pureté du motif, le rayonnement de l'esprit, le détachement de tout autre que Dieu, l'attirance pour ses parfums divins, l'humilité et la modestie parmi ses proches, la patience et la longanimité dans les difficultés et la servitude… Les membres de celle-ci doivent se concerter de telle sorte qu'aucune occasion de rancune ou de discorde ne puisse survenir. Cela peut être atteint lorsque chaque membre exprime avec une liberté absolue sa propre opinion et expose son argumentation. Si quelqu'un s'y oppose, il ne doit en aucun cas se sentir blessé car ce n'est que lorsque les questions sont pleinement discutées que la bonne voie peut être révélée. L'étincelle brillante de la vérité n'apparaît qu'après le choc des opinions divergentes. Si après discussion, une décision est prise à l'unanimité, tant mieux ; mais si le Seigneur interdit, des divergences d'opinion doivent surgir, une majorité de voix doit prévaloir,. »

## Histoire du développement de l'administration

### Sous Baháʼu'lláh (1863 - 1892)
La première représentation de l'administration actuellement à l'œuvre au sein de la communauté bahá'íe mondiale se trouve dans les écrits de Bahá'u'lláh, lorsque référence est faite aux maisons de justice dans le Kitab-i Aqdas. Il y est aussi décrit certaines de ses responsabilités d'édicter et de faire respecter des lois, et ses revenus sont définis.

« Le Seigneur a ordonné qu'en chaque ville soit établie une maison de justice où se réuniront des conseillers au nombre de Baha, et peu importe que ce nombre soit dépassé. Ceux-ci devraient considérer qu'ils entrent dans la cour de la présence de Dieu, le Suprême, le Très-Haut, et qu'ils contemplent celui qui est l'Invisible. Il leur incombe d'être les personnes de confiance du Miséricordieux parmi les hommes et de se considérer comme les gardiens désignés par Dieu de tous ceux qui demeurent sur la terre. Ils sont tenus de se consulter et de se préoccuper, par amour pour Lui, des intérêts des serviteurs de Dieu, comme ils le font pour leurs propres intérêts, et de choisir ce qui est convenable et bienséant. C'est ainsi que vous l'a commandé le Seigneur, votre Dieu. Prenez garde de vous écarter de ce qui est clairement révélé dans sa Tablette. Craignez Dieu, ô vous qui comprenez. »

Bahá'u'lláh nomma aussi certains bahá'ís prééminents comme Mains de la Cause.
Bahá'u'lláh nomma son fils aîné Abdu'l-Bahá comme Centre de son alliance, avec la charge de développer son système administratif.

### Sous 'Abdu'l-Bahá (1892 - 1921)
Durant la vie d'ʻAbdu'l-Bahá, les premières assemblées spirituelles locales furent élues, en commençant en Iran dans les années 1890 et 1900, et aux États-Unis dans les années 1900.
ʻAbdu'l-Bahá a écrit de nombreuses lettres de clarification sur les principes qui régissent l'administration. Ce fut lui qui définit l'appellation « Maison Universelle de Justice », qui n'était pas explicite dans le Kitab-i-Aqdas. De même, il fit référence à des « Maisons de Justice secondaires », ou nationales, dont les assemblées spirituelles nationales sont les précurseures.
Abdu'l-Bahá promu la création de ces assemblées spirituelles nationales, avec ce qui peut-être considéré comme la première convention nationale des États-Unis en 1907, et l'élection en 1909 du précurseur de l'Assemblée spirituelle nationale. À partir de 1910, les élections auront lieu pendant Ridvan selon son indication.
L'un de ses plus grands héritages au développement du système administratif bahá'í, cependant, est son testament, dans lequel il décrit plusieurs nouvelles institutions, et qui, avec le Kitab-i Aqdas, constitue la fondation de l'ordre administratif. Il détailla le fonctionnement d'un système administratif complet géré de façon conjointe entre le Gardien, charge héréditaire, et la Maison Universelle de Justice, élue.

### Sous Shoghi Effendi (1921-1957)
Shoghi Effendi promu et systématisa l'élection des assemblées spirituelles locales. Il demanda des élections dans toute localité où il y avait au moins 9 bahá'ís en âge de voter (21 ans et plus).
Là où le nombre de bahá'ís était suffisant les premières assemblées spirituelle nationales furent élues lors des conventions nationales. Par exemple, l'Assemblée nationale des îles britanniques fut élue en 1923, et une assemblée intermédiaire fut élue en Iran en 1927, qui donnera lieu à l'Assemblée nationale en 1934.
En favorisant la multiplication des Assemblées Spirituelles Nationales, Shoghi Effendi prépara le terrain pour l'élection de la première Maison Universelle de Justice. À cet effet, il nomma le Conseil International Bahá'í.
Il nomma aussi plusieurs Mains de la Cause, augmentant leur nombre de 12 à 27, créa les Corps Auxiliaires pour la propagation (1954) et pour la protection (1957).

### Après Shoghi Effendi
En 1968, la Maison universelle de justice, en collaboration avec les Mains de la Cause de Dieu, détermina que seul le Gardien de la Cause pouvait nommer les Mains de la Cause. Elle décida de créer les Corps Continentaux des Conseillers, pour continuer et aider le travail des Mains. En 1973, le Centre international d'enseignement a été créé pour coordonner le travail des Conseillers et servir de liaison avec la Maison de Universelle de Justice.